# Liceul Teoretic „Bolyai Farkas”
Liceul Teoretic „Bolyai Farkas” (în maghiară Bolyai Farkas Elméleti Líceum) este un liceu teoretic cu predare în limba maghiară din Târgu Mureș, continuator al tradițiilor Schola Particula, înființată în cetatea din localitate în anul 1557 și al Colegiului Reformat care a luat ființă cu primirea profesorilor și studenților izgoniți din Sárospatak la începutul secolului al XVIII-lea. Instituția este una din cele mai vechi școli din Ardeal, de-a lungul timpului școala a suferit reorganizări și transformări. Clădirea liceului se află în Piața Bolyai și a fost construită în mai multe etape. Mai întâi, între 1802-1803, a fost construit un corp al clădirii, apoi în 1871 este ridicat al doilea corp, iar între anii 1908-1909 a fost construit corpul principal al clădirii actuale în stil secession după planurile arhitectului Sándor Baumgarten⁠(fr)[traduceți].

## Istoric

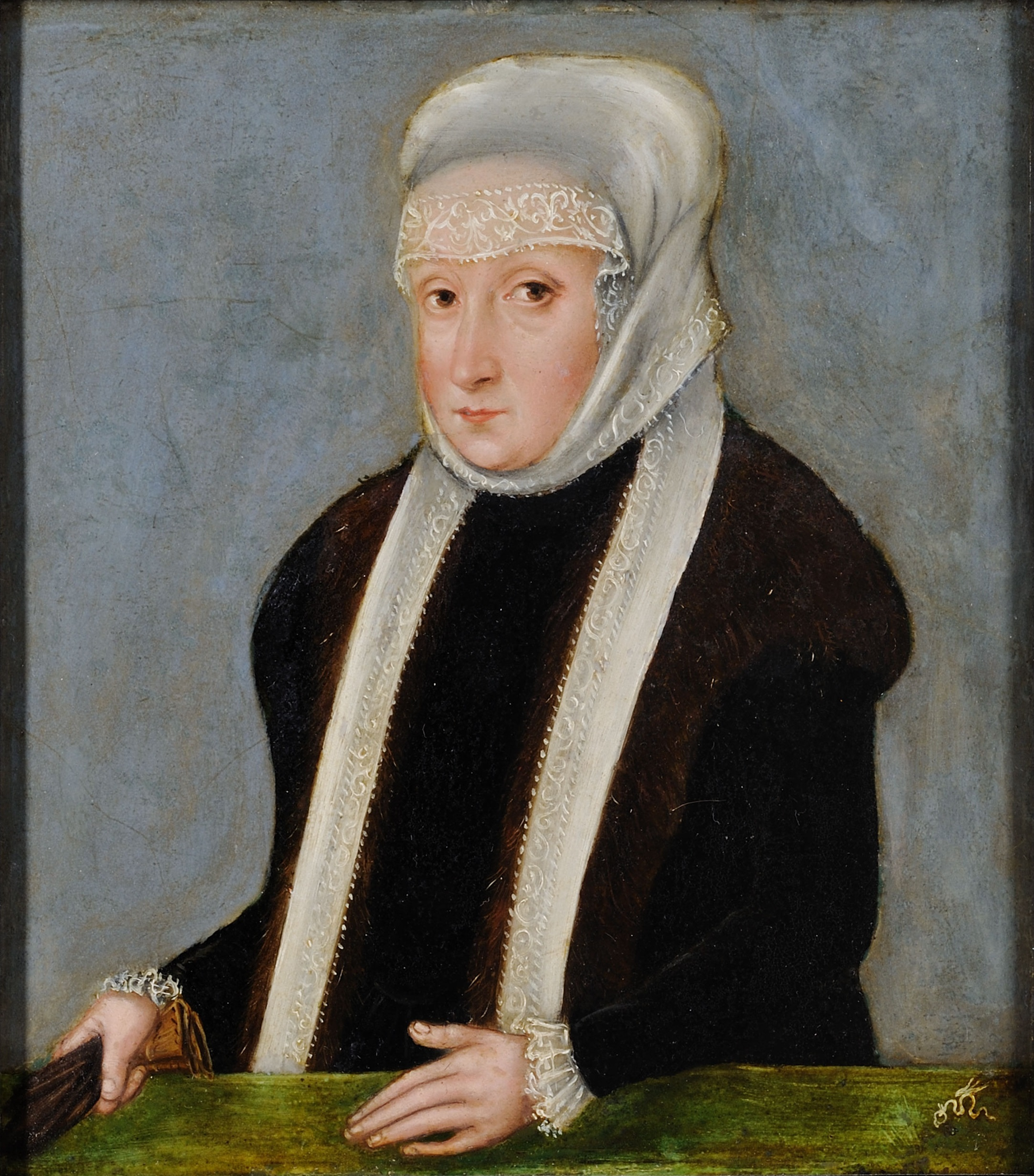
Regina Izabella a donat clădirea mănăstirii franciscane pentru școală

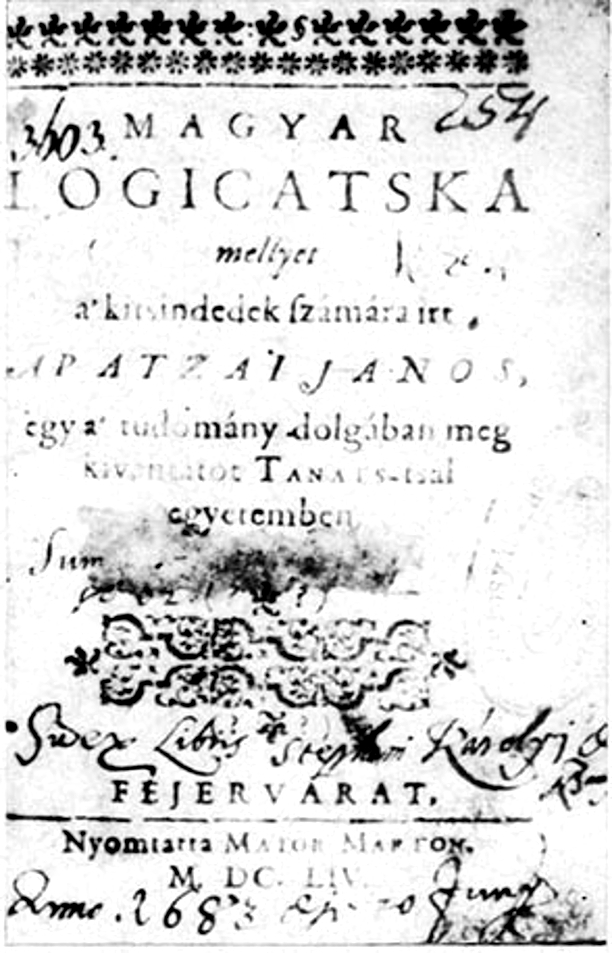
Manualul Magyar logicatska lui Apáczai (1654)

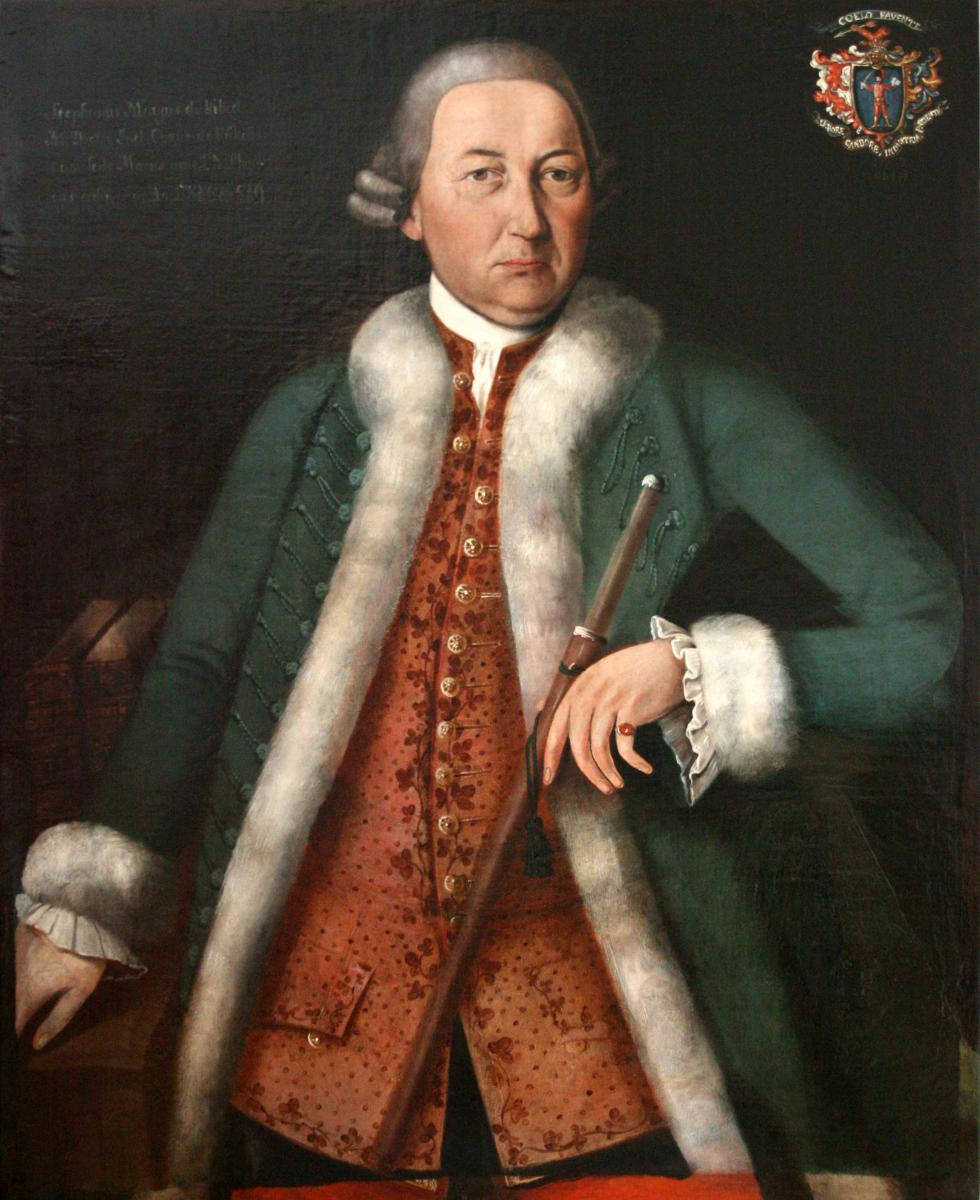
hu și-a lăsat prin testament averea, proprietatea și tipografia sa pentru Colegiul Reformat

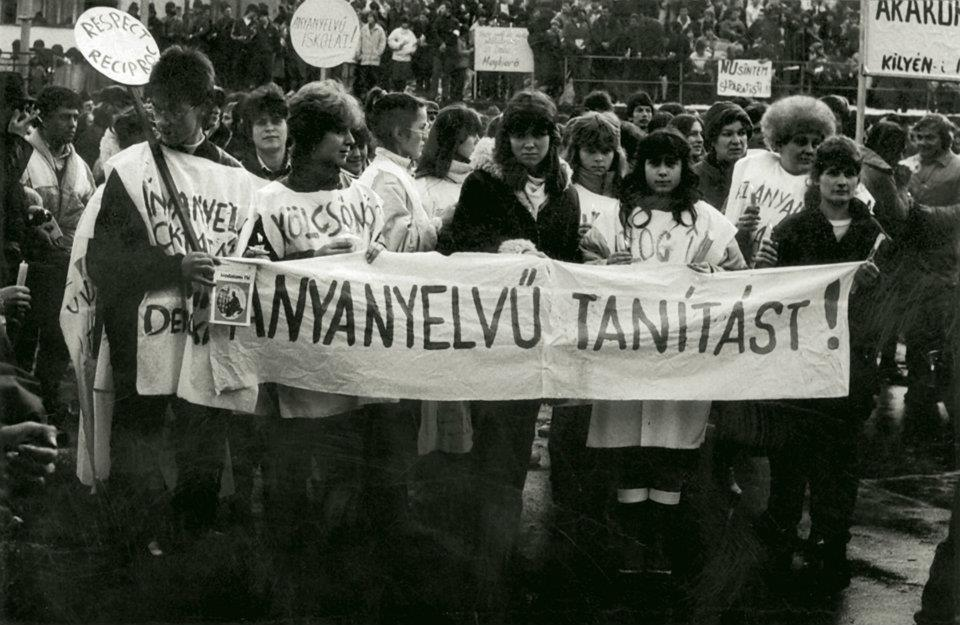
Tineri cerând drepturile de a învăța în limba maternă (1990)

Adunarea stărilor privilegiate de la Cluj la 25 noiembrie 1556 a hotărât predarea a două clădiri pentru înființarea unor școli la Cluj și Târgu Mureș. În anul 1557 dieta transilvană la Alba Iulia a urgentat înființarea școlilor. Regina Izabella era de acord cu cedarea celor două clădiri pentru înființarea școlilor. Așezământul instructiv-educativ numit Schola Particula și-a deschis poarta în anul 1557 într-o clădire aflată în imediata apropiere a Bisericii reformate din Cetate. În anul 1557 este menționată existența unei biblioteci lângă Schola Particula reformată, prima școală de acest fel de pe cuprinsul României.
În 1709 a izbucnit o epidemie de holeră care a pustiit orașul Târgu Mureș și împrejurimile din Scaunul Mureș. Potrivit datelor, în localitate au murit 3.500 de oameni, iar în tot scaun numărul morților a trecut pragul de 18.000. Între măsurile luate se numără și faptul că pe termen nelimitat toți elevii din Colegiul Reformat au fost trimiși acasă, iar preoții catolici au făcut spovedania numai prin geam pentru credincioșii din fața clădirii.
În 1718 au fost primiți în școală elevii colegiului din Sárospatak alungați în urma conflictelor religioase cauzate de răspândirea Reformei religioase si a contrareformei. Totodată, în acest a devenit instituție de învățământ superior primind numele de „Colegiul Reformat”. Printre disciplinele studiate se număra teologia și filozofia. Din 1797 se studiază și dreptul, filologia și științele naturii. 
Guvernatorul Sámuel Teleki în timpul petrecut la Viena a planificat dezvoltarea bibliotecii școlii ca o mare bibliotecă europeană. Aici au fost acumulate nenumăratele cărți și materiale tipărite de pe moșiile de pe întrega Vale a Mureșului. În anul 1802, după ce fondul de carte a fost îndeajuns de bogat, biblioteca a deschis porțile în mod oficial și era declarată bibliotecă publică. La începutul secolului biblioteca număra peste 38.000 de volume. Printre materiale găzduite de bibliotecă se regăsesc Catechismul românesc, tipărit în latină în anul 1648, precum și un manual de logică scris de János Apáczai Csere. 
La 4 mai 1804, profesorul Farkas Bolyai a ocupat catedra de matematică. Epoca Bolyai a colegiului s-a culminat prin activitatea fiului său, matematicianului János Bolyai, fondatorul geometriei neeuclidiene. Rezultatul cercetărilor sale le-a publicat, ca o anexă, intitulată Appendix, la tratatul tatălui său, Farkas Bolyai, Tentamen juventutem studiosam... din 1832. Această operă, ca și concepția sa, reprezintă un moment crucial în dezvoltarea geometriei moderne.
Bibliotecarul Colegiului Reformat din Târgu Mureș, József Koncz a găsit un codex în anul 1860 pe podul unei clădire anexă ale Castelului Rhédey folosită de angajații familiei. József Koncz și-a recunoscut vechimea manuscriptului care se datează din partea doua a secolului al XIV-lea și a transportat în biblioteca Colegiului. După naționalizarea fondului de cărți, volumul a fost transportat în Biblioteca Teleki. Aici Elek Farczády⁠(hu)[traduceți] cu ajutorul lingvistului Attila Szabó T.⁠(hu)[traduceți] au identificat un text cu 55 de cuvinte în limba maghiară care constituie al șaselea monument de limbă maghiară. Acest text este cunoscut sub numele de Rândurile târgumureșene, iar codexul în latină în cadrul lingviștilor poartă numele lui Koncz. 
În 1948 datorită naționalizării instituților de educație aflate în proprietatea cultelor religioase din România, Colegiul Reformat a fost transformat în liceu de stat cu numele Liceul Maghiar de Băieți nr. 2 care din 1952 continua activitatea sub numele de Liceul Maghiar de Băieți „Iosif Rangheț”. 
În 1957 cu ocazia aniversării patru sute de ani de la fondarea Colegiului Reformat din Târgu Mureș, liceul a preluat numele fostului său profesor de matematică Farkas Bolyai și a fost dezvelit Monumentul celor doi Bolyai în piața din fața clădirii principale. 
Datorită faptului că ideile Revoluției ungară din 1956 au prins rădăcini și în România, puterea a căutat soluții pentru dizolvarea instituțiilor ce aparțineau comunității maghiare. Astfel, în anul școlar 1960/1961, Liceul Bolyai a fost transformat în liceu mixt fiind aduse clase de la Liceul Papiu cu limbă de predare română. Această perioadă a fost caracterizată de decizii precum nterzicerea folosirea culorii verzi în ornamente, a orgii din Sala Festivă, a clopoțelului tradițional, a fost închis muzeul liceului și au fost îndepărtate inscripțiile, respectiv plăcile comemorative din marmură.
Ca urmare a revendicărilor formulate după revoluția din 1989 de comunitatea maghiară, în 20 ianuarie 1990 a fost luată decizia ca în noul an școlar din 1990/1991 să fie făcute mutări de clase între liceele Alexandru Papiu Ilarian și Bolyai Farkas în așa fel încăt în cele două instituții să fie o singură limbă de predare. Decizia a fost urmată de protestul unor părinți și de un marș pașnic de solidaritate organizată de comunitatea maghiară, iar evenimentele ulterioare au generat conflictul interetnic din 1990. Decizia inițială a fost pusă în practică abia în 2005 de când liceul funcționează cu limba de predare exclusiv în maghiară.
În 1994 în cadrul liceului a fost înființată prima clasă cu profil teologic reformat. Începând cu data de 1 septembrie 2000 Ministerul Învățământului a aprobat reînființarea Liceului Reformat.
După o lungă perioadă de timp cu procese juridice, instanțele au retrocedat în 2005 clădirea către Eparhia Reformată din Ardeal. În anii proceselor primarul Dorin Florea a fost acuzat de abuz și fals, reprezentanții bisericii și comunității maghiare au criticat modul în care obstructiona procesul de retrocedare. Primarul a atacat în contencios administrativ decizia de retrocedare, dar instanțele de judecată au dat câștig de cauză proprietarului. În 2018 a început o amplă restaurare a clădirilor liceului.

## Arhitectură

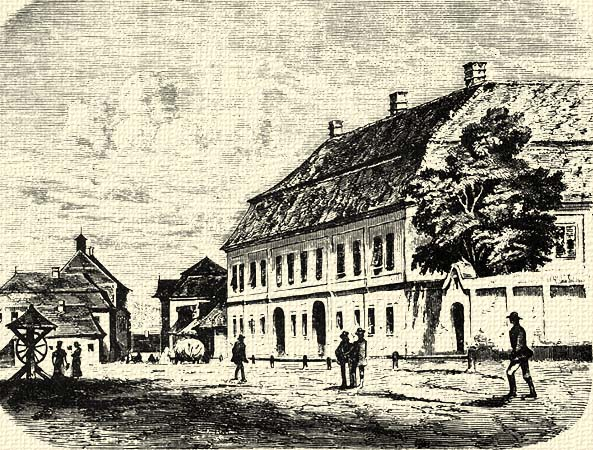
Biblioteca Teleki (dreapta) și biblioteca Colegiului Reformat (stânga) în locul căreia a fost construită noua clădire centrală în 1908 (Gravura lui Balázs Orbán)

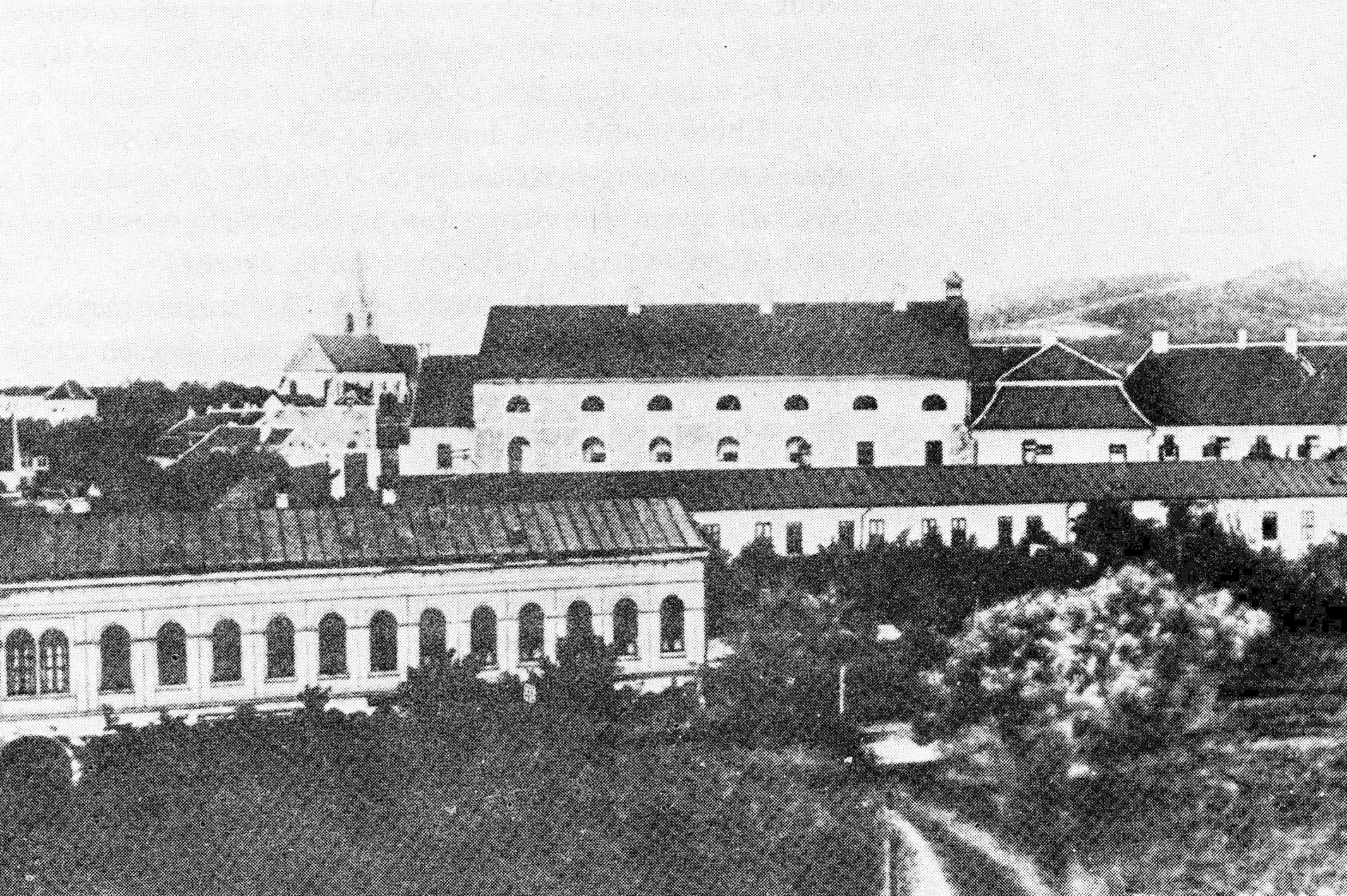
Clădirea „Internátus” și auditoriul cu biblioteca la sfârșitul secolului al XIX-lea

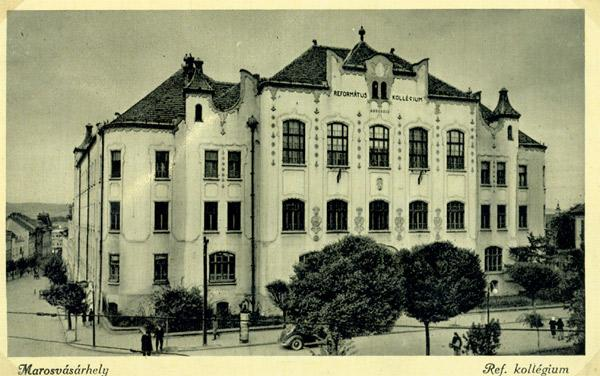
Clădirea liceului pe o carte poștală din 1940

### Clădirea „Internátus”
Complexul liceului prezintă un plan în formă de „U” alcătuit din mai multe clădiri. Clădirea numită "Internátus" din aripa nordică a fost contruită între 1802-1804 după planurile inginerului László Ugrai. Profitând de panta parcelei s-a amenajat un demisol împreună cu un parter și două etaje. Fațada este împărțită de două brâuri orizontale, unul mai solid deasupra parterului, respectiv unul mai îngust deasupra etajului al doilea. O cornișă bogat profilată încoronează fațada. Ferestrele prezintă ancadramente bogat profilate, ceva mai exigente la parter, decât cele ale etajului al doilea, toate fiind caracterizate prin bolțare mediane accentuate și pervazuri. Fațada dinspre curte a fost transformată radical în 1957, clădirea fiind amplificată spre curte cu scopul de a extinde spațiul didactic. Această intervenție a distrus aspectul original al fațadei dinspre curte. 

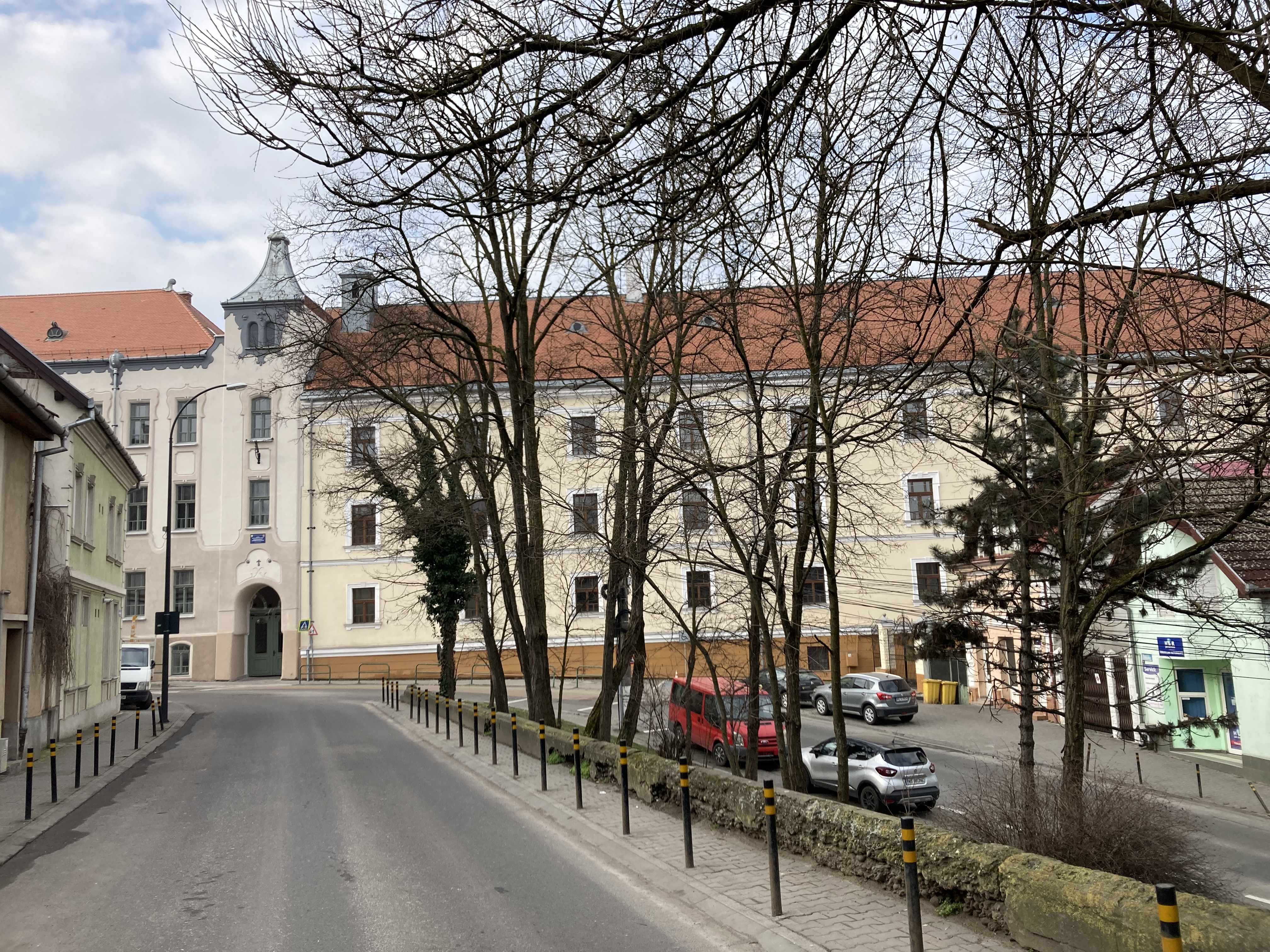
Clădirea nouă și cea veche
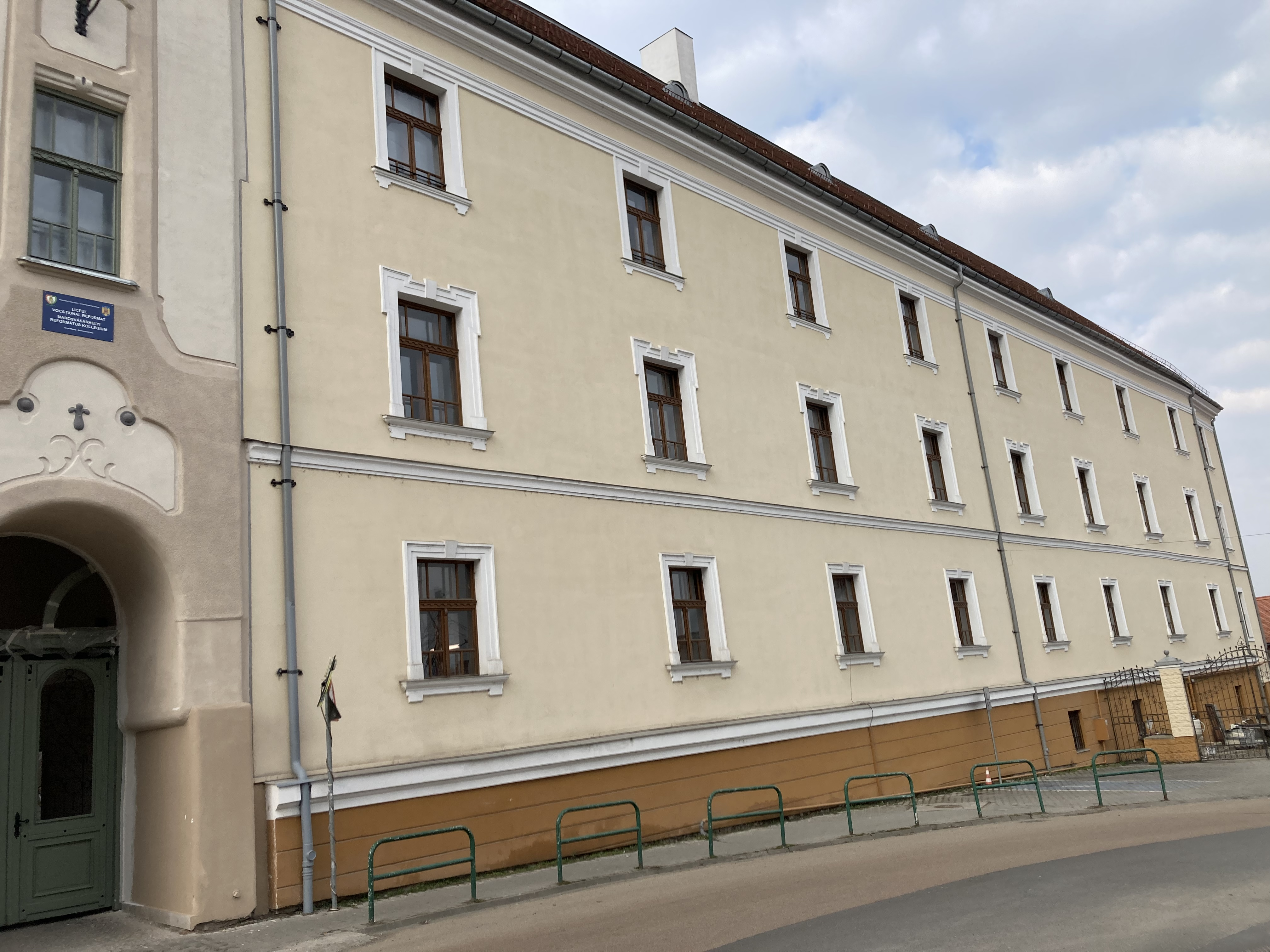
Clădirea "Internátus" construită între 1802-1804

### Clădirea Secession
Clădirea construită între 1777-1779 pentru bibliotecă și auditoriu a fost demolată la începutul secolului al XX-lea pentru noua clădire impozantă în stil secession construită între 1908-1909. Lucrările au fost executate după planurie arhitecților Sándor Baumgarten și Ödön Lechner cunoscuți în Regatul Ungariei. Poarta principală a clădirii se află în axul central în Piața Bolyai. Muchiile laterale ale fațadei sunt rotunjite și în aceste spații curbe este amenajată câte o fereastră. Totodată, se pot evidenția motive ornamentale stilizate, inspirate din lumea vegetală. Sala festivă a clădirii noi a fost amenajată la etajul al doilea cu ferestre largi pe fațada principală, iar pe latura opusă cu o galerie sprijinită pe console, caracterizată de un parapet curbat. Tavanul sălii combinat din suprafețe curbe este decorat cu ornamente vegetale stilizate care evocă decorația casei scărilor. S-a păstrat în cea mai mare parte și tâmplăria originală a clădirii. Scara de onoare, respectiv coridoarele dinspre curte asigură accesul spre sălile de la diferitele niveluri.
Potrivit lui Miklós Betegh⁠(hu)[traduceți], premierul Regatului Ungariei István Tisza aflat în vizită de lucru în 14 noiembrie 1916 la Târgu Mureș ar fi spus văzând clădirea Colegiului Reformat „Săracul Calvin!”. Izvorul presupusei critici ar putea provine din conservatorismul omului politic de religie reformată și din cauza culorilor (diferite nuanțe de galben) neobișnuite de vii pentru cultul reformat.

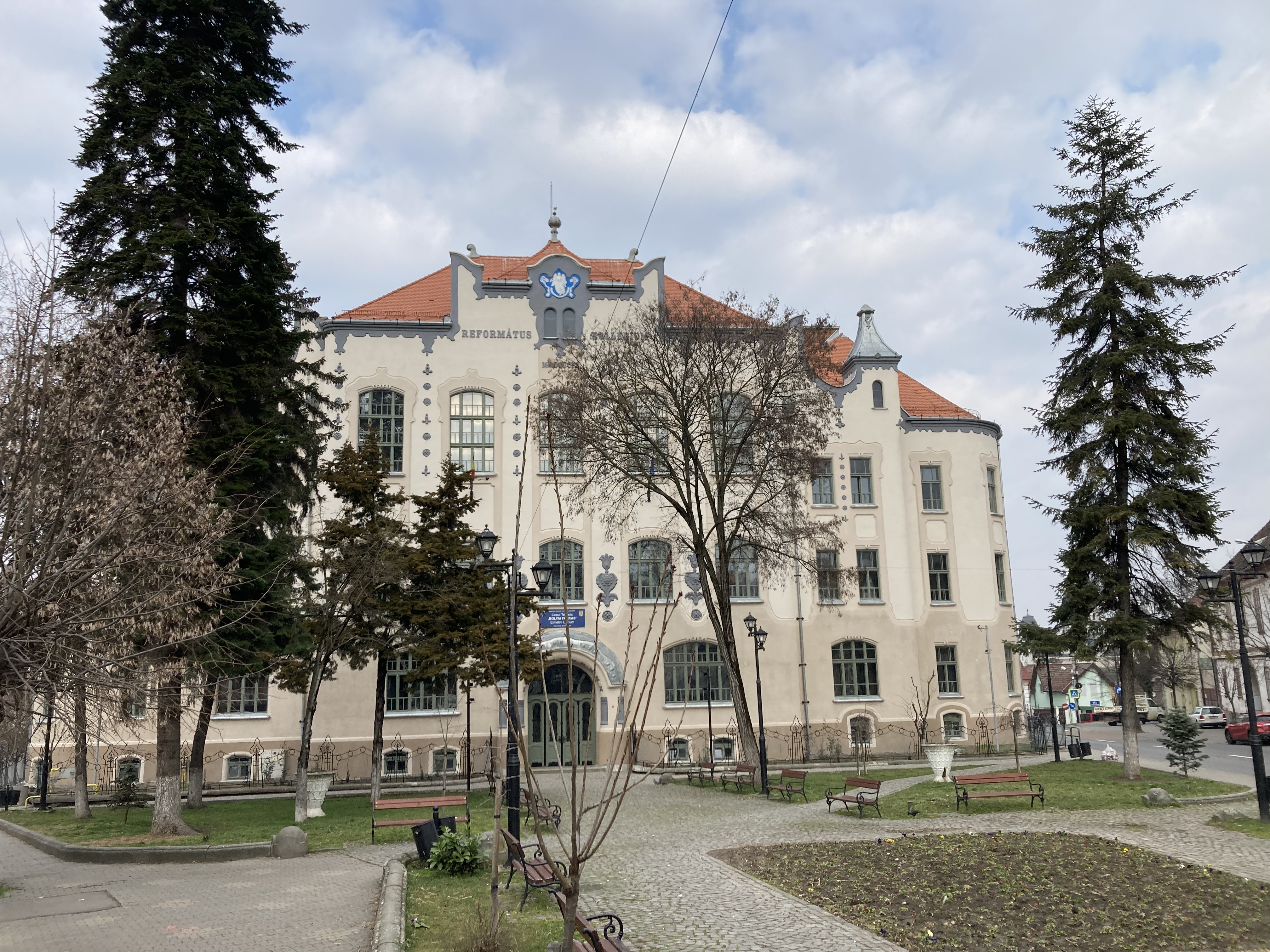
Clădirea principală
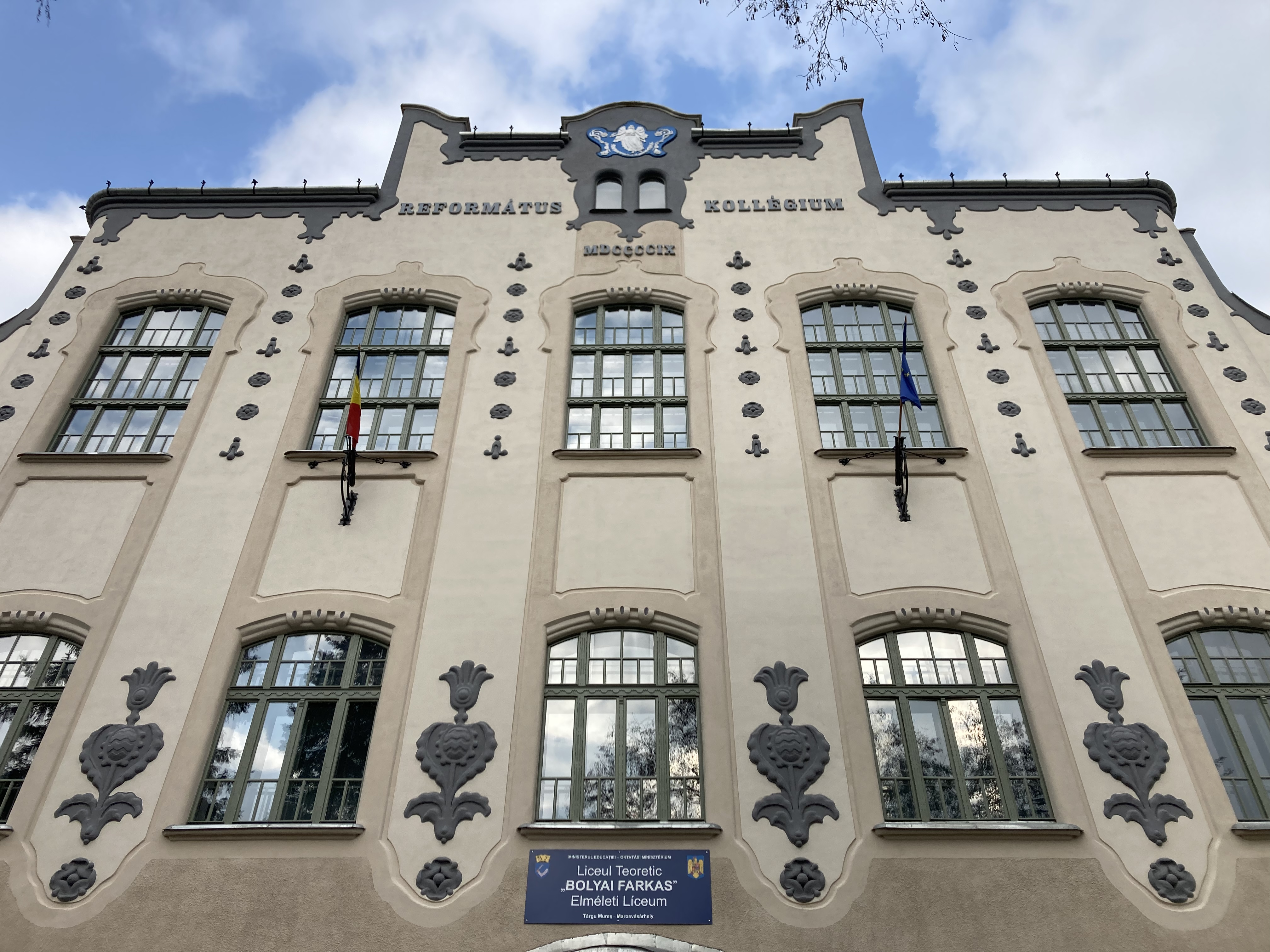
Clădirea secession cu sala profesorală pe etajul întâi și sala festivă pe etajul al doilea
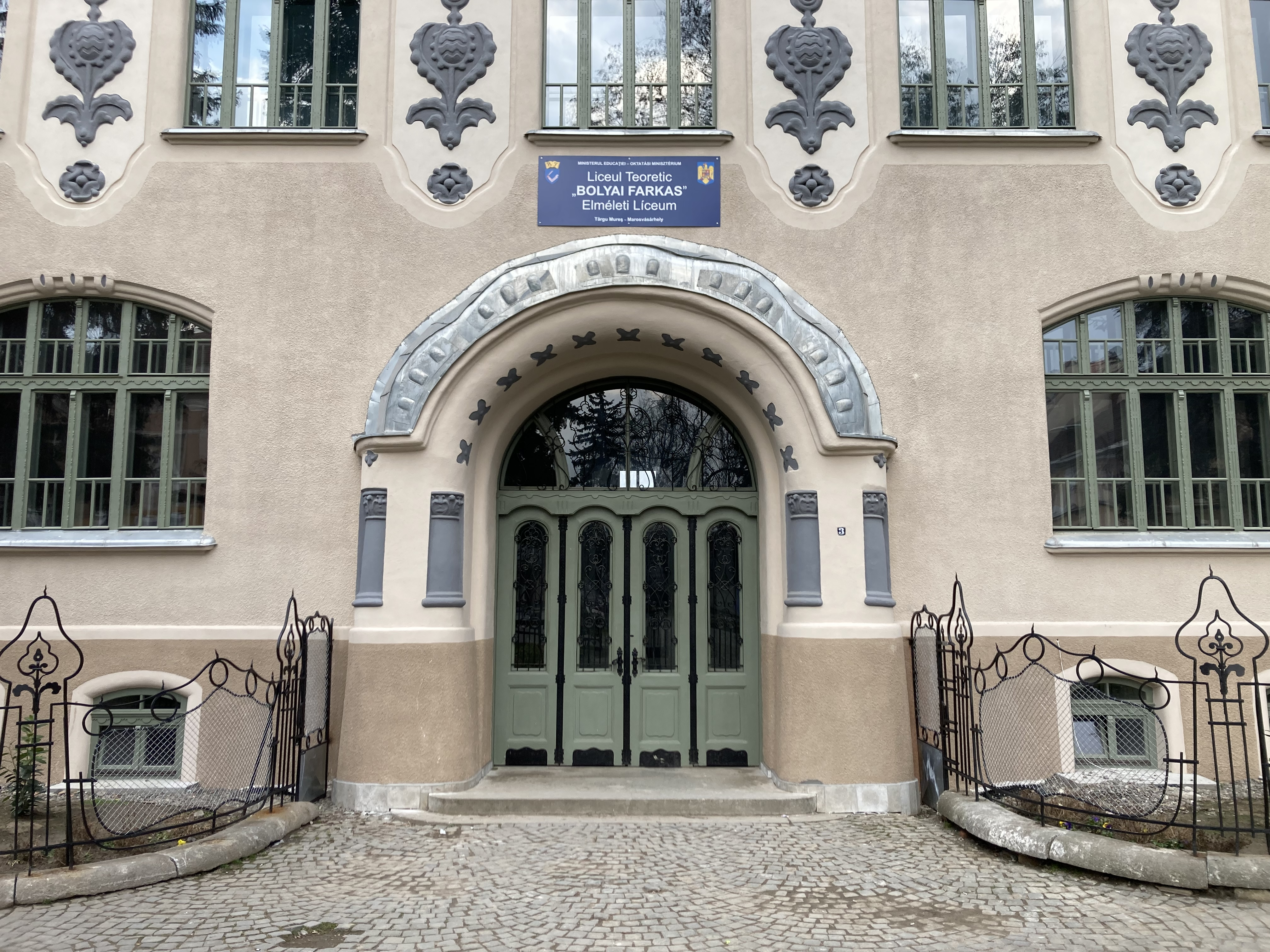
Intrarea principală care combină suprafeţe curbe cu motive ornamentale vegetale stilizate
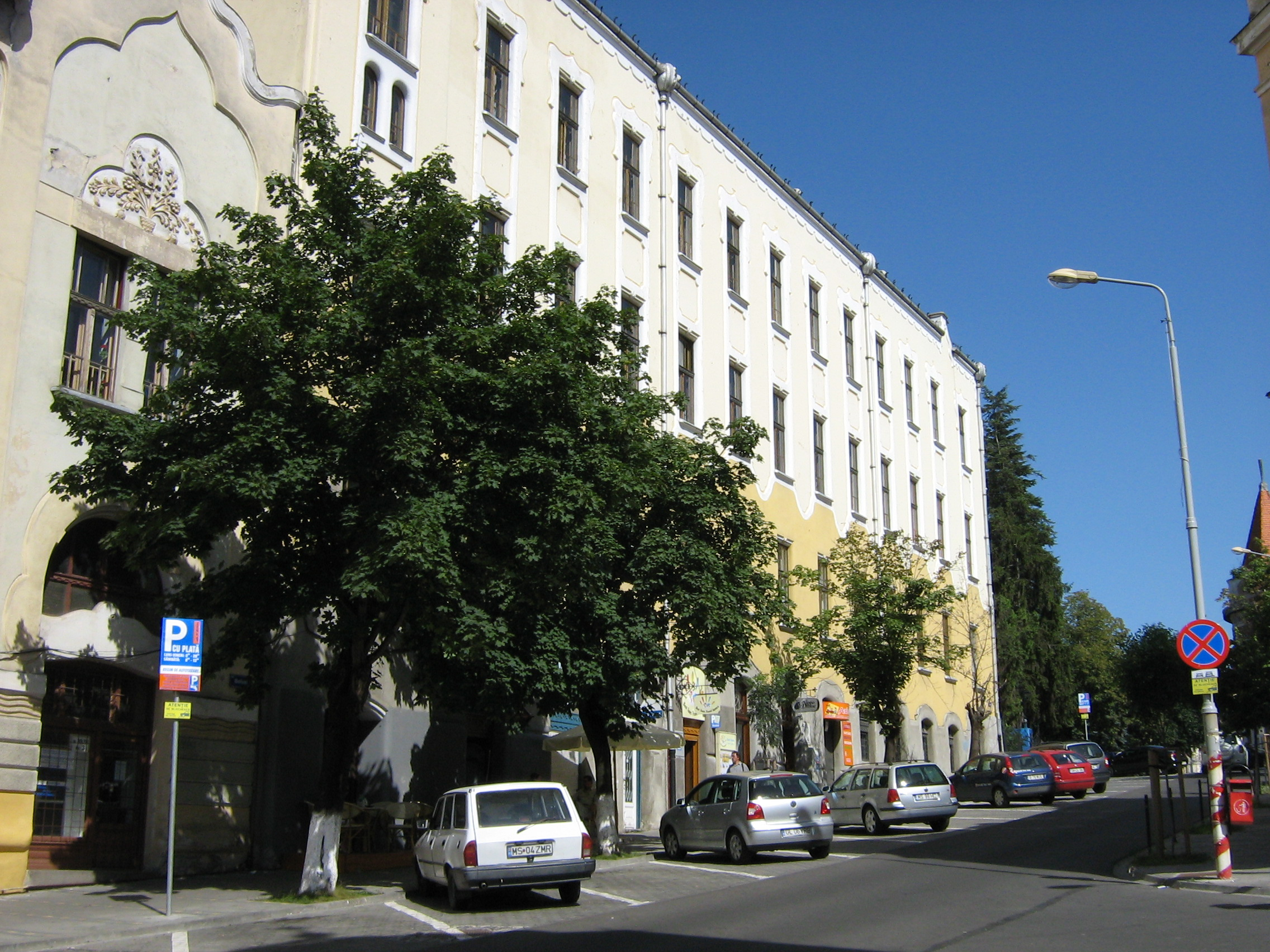
Aripa din strada Bolyai
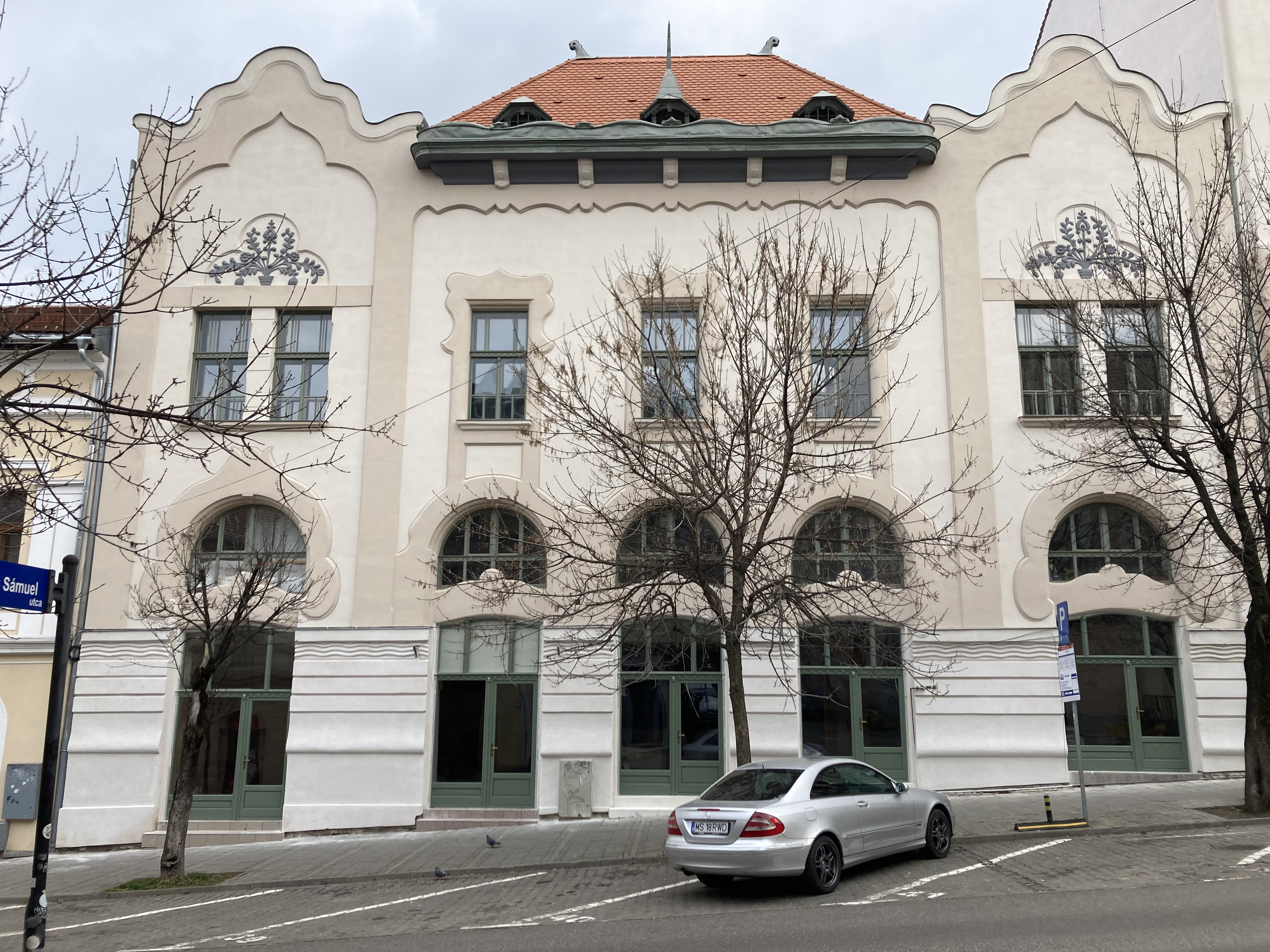
Clădirea secession mică din strada Bolyai

## Obiceiuri
|                                  |                                    |
| János Bolyai matematician (fiul) | Farkas Bolyai matematician (tatăl) |

De-a lungul timpului datorită influenței tradiției de învățământ reformat de peste 500 de ani din Târgu Mureș și datorită unele aspecte locale, s-au născut obiceiuri specifice care sunt păstrate în liceu. Aceste tradiții se leagă strâns de momentele marcante ale vieții de elev: intrarea în liceu și absolvirea. Absolvirea liceului (numit și bologaș, în maghiară ballagás) marcat de festivitatea în cadrul căreia se deschide ușa principală din clădirea Secession menținută pe parcursul tot anului închisă. Prin ușa principală au privilegiul trecerii absolvenții conduși pe frunte de elevul cu cele mai bune rezultate. Ieșind, ocolesc printr-o procesiune Monumentul celor doi Bolyai și se reîntorc în școală. În cadrul procesiunii elevii poartă o boccea în care sunt înfășurate obiecte simbolice.
La data de 10 septembrie 1908 în condiții ceremoniale a fost așezată în noua clădire aflată îm construcție o capsulă a timpului fiind alcătuită dintr-o cutie de piatră onamentată în stil baroc care conținea un tub de metal de cupru. În tub ereau așezate ziare, planurile vechii școli, planurile din acel moment. Capsula timpului a fost descoperită în timpul lucrărilor de restaurare ce au avut loc în 2021 urmată de o deschidere publică în prezența episcopului reformat de Cluj, Béla Kató la Muzeul de Arheologie și Istorie din Târgu Mureș.
- Procesiunea ocolirii Monumentului celor doi Bolyai cu privilegiul intrării prin ușa principală a liceului în 2019

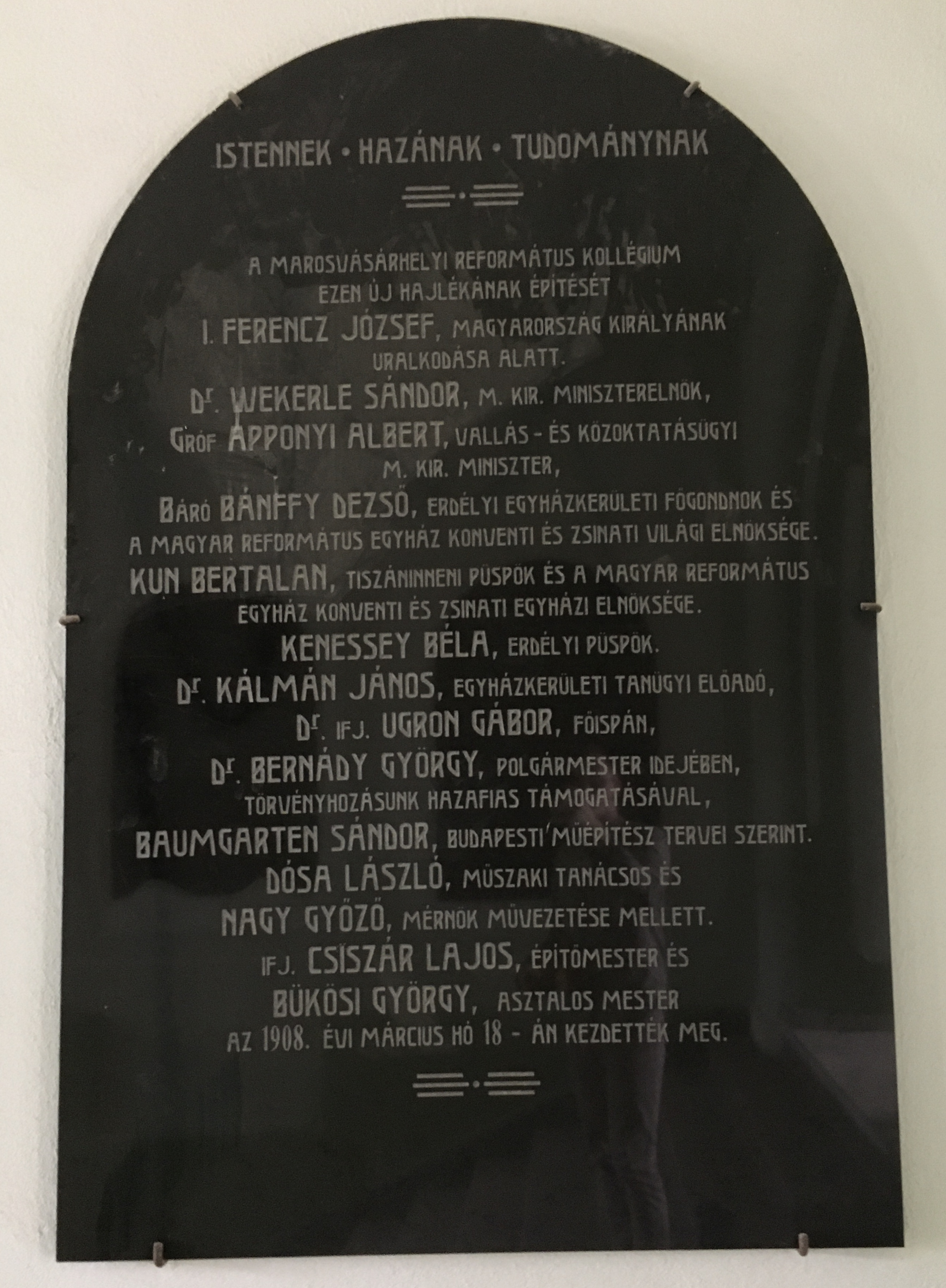
Placa memorială din clădirea principală (I.)
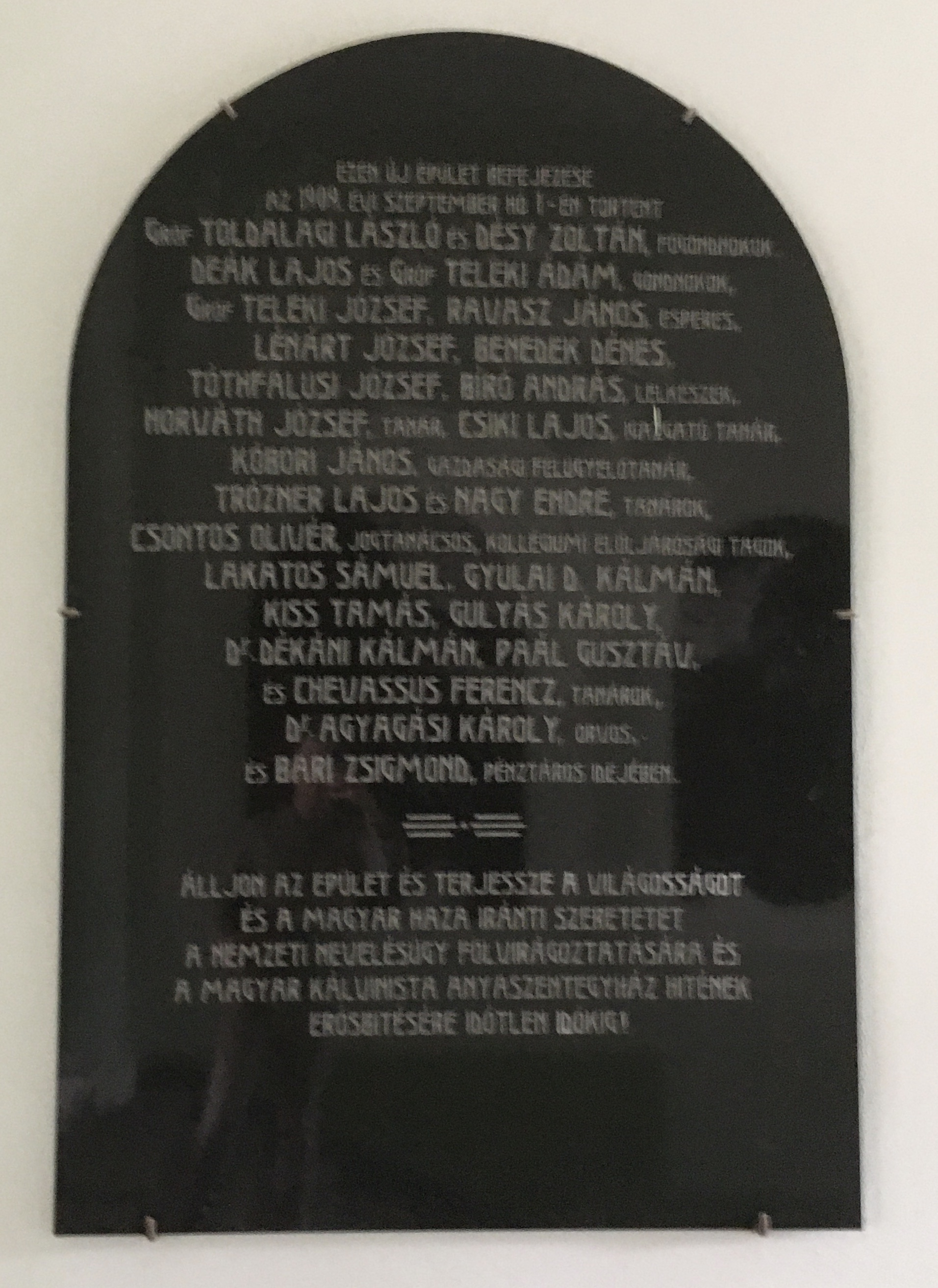
Placa memorială din clădirea principală (II.)

## Absolvenți renumiți
- György Aranka (1737-1817), scriitor, eseist, promotor al dezvoltării activităților științifice
- György Bernády (1864-1938), farmacist, jurist, personalitate marcantă în presbiteratul Bisericii din Cetate, om politic și primarul Târgu Mureșului
- János Bolyai (1802-1860), matematician, fiul lui Farkas Bolyai, fondatorul geometriei neeuclediene
- András Bordi⁠(hu)[traduceți] (1905-1989), pictor, profesor de desen, directorul Palatului Culturii între 1940-1971
- Zoltán Csáky⁠(hu)[traduceți] (1945), scriitor, redactor, membrul redacției emisiunii maghiare ale Televiziunii Române
- Boldizsár Csíky⁠(hu)[traduceți] (1937), compozitor, profesor, directorul Filarmonicii de Stat din Târgu Mureș
- Dániel Gecse (1768-1824), medic, filantrop
- Ferenc Koós⁠(hu)[traduceți] (1828-1905), scriitor, preot reformat în București
- Elek Farczády⁠(hu)[traduceți] (1890-1974), istoric , și-a găsit rândurile scrise în limba maghiară din Codexul Kóncz (1410)
- György Gálfalvi⁠(hu)[traduceți] (1942), scriitor, redactorul revistei Látó⁠(hu)[traduceți]
- Lajos Hegyi⁠(hu)[traduceți] (1964-1989), profesor de matematică, erou căzut în seara de 21 decembrie 1989 la Târgu Mureș
- Lajos Kelemen⁠(hu)[traduceți] (1877-1963), arhivist, istoric, cercetătorul frescourilor medievale ale bisericilor ardelenești, membrul Academiei Ungară de Științe
- Petru Maior (1756-1821), istoric, filolog și scriitor
- István Kibédi Mátyus⁠(hu)[traduceți] (1725-1802), medic primar al Scaunului Mureș, filantrop
- Vince Molnár⁠(hu)[traduceți] (1926), medic primar de medicină legală, profesor universitar la Târgu Mureș, cercetător
- Rodion Markovits (1884-1948), jurnalist, scriitor
- Endre Pálfy (1908-1975), scriitor, comparatist și istoric literar
- Gheorghe Șincai (1754-1816), filolog, traducător și scriitor[23]
- János Székely (1929-1992), poet, prozator, dramaturg, eseist și traducător
- Gábor Vályi⁠(hu)[traduceți]  (1844-1926), jurist,profesor universitar la Cuj
- Gyula Vályi⁠(en)[traduceți] (1855-1913), metamatician, profesor universitar la Cuj
- Károly Vályi⁠(hu)[traduceți] (1809-1891), judecător, primarul orașului liber regesc Târgu Mureș, tatăl lui Gyula Vályi⁠(en)[traduceți] și Gábor Vályi⁠(hu)[traduceți]
- Zsolt András Varga⁠(hu)[traduceți] (1968), jurist, doctor în științe juridice, profesor universitar la Universitatea Catolică Pázmány Péter, membru în Comisia de la Veneția, judecător la Curtea Constituțională a Ungariei între 2014-2020, din 2021 președinte la Înalta Curte de Casație și Justiție din Ungaria (Kúria)
- János Vásárhelyi⁠(hu)[traduceți] (1888-1960), episcop reformat de Cluj între 1936-1960
- Árpád Vida⁠(hu)[traduceți] (1884-1915), pictor, grafician

## Profesori renumiți
- Antal János (episcop)⁠(hu)[traduceți] (1767-1854), profesor de teologie (între 1798-1836), istorie și filologie (între 1801-1836), episcop (între 1836-1854)
- János Bedőházi⁠(hu)[traduceți] (1853-1915), profesor de matematică, autorul biografiei despre cei doi Bolyai
- Farkas Bolyai (1775-1856), matematician, șeful disciplinelor matematică-fizică-chimie, membru al Academiei Ungare de Științe
- Sámuel Bodola⁠(hu)[traduceți] (1790-1866), profesor de teologie între 1833-1841 și 1850-1854, episcop reformat de Cluj
- Sámuel Csernátoni Vajda⁠(hu)[traduceți] (1750-1803), filozof
- Károly Demeter⁠(hu)[traduceți] (1852-1890), absolventul Universității din Viena, profesor de chimie și biologie, cercetătorul bryophytelor, membrul fondator Asociației Muzeului Ardelean
- Elek Dósa⁠(hu)[traduceți] (1803-1867), doctor în drept, membru al Academiei Ungare de Științe, poet, vicepreședintele Camerei Deputaților
- Károly Gulyás⁠(hu)[traduceți] (1873-1948), pictor, grafician, scriitor, bibliotecar în Biblioteca Teleki
- Sámuel Köteles⁠(hu)[traduceți] (1770-1831), filozof, jurist, membru al Academiei Ungare de Științe
- József Fogarasi Pap⁠(hu)[traduceți] (1744-1784), profesor de literatură, poet
- József Koncz⁠(hu)[traduceți] (1829-1906), istoric, bibliotecar
- Sándor Kovásznai⁠(hu)[traduceți] (1730-1792) profesor de limbile latină, greacă antică și ebraică, a predat maghiară și latină lui Gheorghe Șincai[23]
- János Török (profesor)⁠(hu)[traduceți] (1806-1854), profesor de teologie, revoluționar în 1848-1849, membrul complotului antihabsburgic executat în 1854 la Postarét din Târgu Mureș
- Sámuel Szabó⁠(hu)[traduceți] (1829-1905), profesorul științelor ale naturii
- Gábor Piskolti (1913-1970), pictor, profesor de desen, muzeograf la Muzeul de Artă din Târgu Mureș[24]